# Lilla Rödsjön, Västergötland
Lilla Rödsjön eller Lilla Nätersätrasjön, är en sjö i Skara kommun i Västergötland och ingår i Göta älvs huvudavrinningsområde. Lilla Rödsjön avvattnas mot Stora Rödsjön. Strax norr om sjön ligger gården Nätersäter.